# Повіт Ніїкаппу

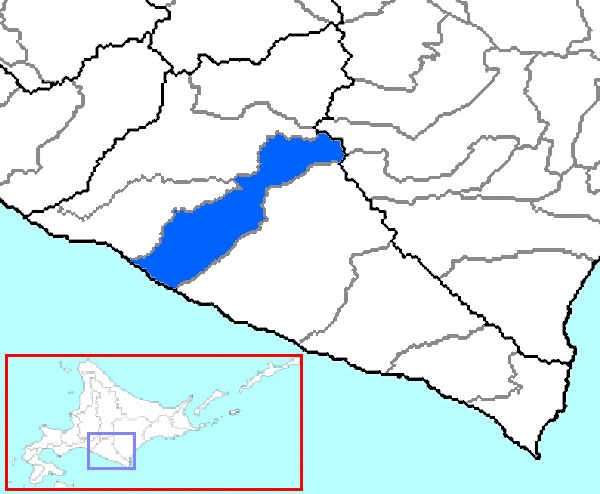

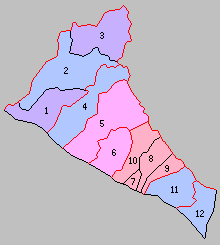
№4

Пові́т Ніїка́ппу (яп. 新冠郡, にいかっぷぐん, МФА: [ɲiːkap̚.pu guɴ]) — повіт в Японії, в окрузі Хідака префектури Хоккайдо. 